# Monsalvo
Monsalvo era una antigua región en sudeste de la provincia de Buenos Aires (Argentina) comúnmente llamada "Los Pagos de Monsalvo". En dicha localidad se encuentra la estación de ferrocarril del mismo nombre.

## Contexto geográfico
La superficie de los Pagos de Monsalvo era muy amplia, se extendía desde el Rincón de Ajó hasta el Río Quequén Grande e incluía tierras de los actuales Maipú, Gral. Madariaga, Gral. Lavalle, Gral. Guido, Mar Chiquita, Balcarce, Lobería, y parte de Ayacucho, Gral. Alvarado , Gral. Pueyrredón y Necochea (Quequén)

## Historia
A mediados del año 1822 se propone al gobierno la creación del partido de Monsalvo, con jurisdicción sobre todo el territorio al Sur del Salado.
A comienzos de 1839 se le propone al gobernador Juan Manuel de Rosas dividir la campaña en diecisiete partidos, lo que es aceptado mediante el decreto del 25 de diciembre de ese mismo año. El partido de Monsalvo queda dividido entonces en cuatro partidos: Monsalvo (hoy Maipú), Ajó (hoy General Lavalle), Mar Chiquita y Lobería.
El 17 de abril de 1866, Enrique Sundbland (entonces juez de paz del partido, con asiento en la estancia Mari-Huincul) reserva las únicas tierras fiscales que quedaban en el lugar, al sudeste del actual emplazamiento, para la fundación de un pueblo. Dichas tierras pertenecían a Francisco Bernabé Madero y eran linderas con el actual partido de General Guido.
El 1 de abril de 1875 se aprueba el trazado y el nombre solicitado por Madero, que era el de Maipú. Los trabajos se concretaron el 26 de septiembre de 1878 y por decreto de esa fecha se la declara cabeza de partido.

## Límites y administración
El partido, actualmente denominado "partido de Maipú" limita con los distritos de Dolores, Tordillo, Gral. Lavalle, Gral. Madariaga, Mar Chiquita, Ayacucho y Gral. Guido. Tiene una superficie de 260.165 hectáreas y cuenta con otras localidades importantes tales como Las Armas y Santo Domingo; y las estaciones ferroviarias de Segurola y Monsalvo, además de la cabeza de partido, la ciudad de Maipú.
- Datos: Q6022099